# Elleanthus bogotensis
Elleanthus bogotensis är en orkidéart som beskrevs av Rudolf Schlechter. Elleanthus bogotensis ingår i släktet Elleanthus och familjen orkidéer.
Artens utbredningsområde är Colombia. Inga underarter finns listade i Catalogue of Life.